# Relations entre la Côte d'Ivoire et Taïwan
Les relations entre la Côte d'Ivoire et Taïwan désignent les relations internationales s'exerçant entre, d'une part, la république de Côte d'Ivoire, et de l'autre, la république de Chine.
En l'absence de relations diplomatiques officielles entre les deux États, Taïwan est représenté auprès de la Côte d'Ivoire par un bureau de représentation.

## Relations diplomatiques
Le 20 juillet 1963, soit près de trois années après l'indépendance de la république de Côte d'Ivoire, les deux pays établissent des relations diplomatiques officielles.
La Côte d'Ivoire et la république de Chine rompent leurs relations diplomatiques le 3 mars 1983, alors que le régime ivoirien en établit avec la république populaire de Chine la veille. Un bureau de représentation de Taipei sera établi par la suite sous le nom de bureau économique de Taïwan,.
En janvier 2017, le bureau économique de Taïwan en Côte d'Ivoire suspend ses activités ; la gestion des relations bilatérales est alors transférée aux bureaux du Nigeria et de la France. Le ministère taïwanais des Affaires étrangères annonce le 12 novembre 2022 la reprise des relations après une interruption de cinq années, avec l'ouverture du Bureau de représentation de Taipei en Côte d'Ivoire, afin d'encourager le développement de ses activités commerciales en Afrique,.